# Pastinachus gracilicaudus
Pastinachus gracilicaudus ist eine Stechrochenart. Sie lebt im Malaiischen Archipel vorwiegend vor den nördlichen Küsten Borneos, aber auch weiter westlich vor den Ostküsten von Java und Sumatra.

## Merkmale
Pastinachus gracilicaudus hat eine rautenförmige Brustflossen-Scheibe mit gerundeter Schnauze. Die Scheibe kann einen Durchmesser von 75 cm erreichen und ist etwas länger als breit. Der peitschenartige Schwanz ist etwa doppelt so lang wie die Scheibendurchmesser. Der Rücken ist graubraun, oft mit einem Stich ins Rote, der Schwanz ist etwas dunkler. Die Bauchseite ist weiß mit einem schmalen dunklen Rand. Die Art erreicht ein Gewicht von bis zu 12 kg.

## Systematik
Pastinachus gracilicaudus wurde erstmals 2010 im Rahmen eines Forschungs-Projektes der australischen CSIRO beschrieben. Zusammen mit zwei weiteren im Rahmen des Projektes beschriebenen Arten erweiterte sie die bis dahin mit Pastinachus sephen als monotypisch angesehene Gattung Pastinachus. Aufgrund phylogenetischer Untersuchungen wurde eine bereits 1883 von Macleay beschriebene Art als Pastinachus atrus ebenfalls der Gattung zugeordnet. Letztere stellt auch den genetisch nächsten Verwandten von Pastinachus gracilicaudus dar.